# Käthe Schneider
Käthe Schneider (* 13. Juli 1963 in Kleve) ist eine deutsche Erziehungswissenschaftlerin und Universitätsprofessorin.

## Leben
Sie studierte Erziehungswissenschaft, Psychologie und Soziologie an der Universität Bonn (1988 Dipl.-Päd.). Nach dem Promotionsstudium der Erziehungswissenschaft, Psychologie, Deutschen Sprachwissenschaft und Literatur sowie Didaktik in Bonn (1992 Dr. paed.) war sie wissenschaftliche Mitarbeiterin u. a. an den Universitäten Bonn, Konstanz und Jena. Ihre Habilitation (Venia Legendi für Erziehungswissenschaft unter Berücksichtigung der Erwachsenenbildung) erfolgte 2003 an der Universität Jena. Bevor sie 2009 W3-Professorin für Erwachsenenbildung an der Universität Jena wurde, war sie Director Executive Development/European Programmes an der WHU – Otto Beisheim School of Management, Vallendar.

## Schriften (Auswahl)
- Alter und Bildung. Eine gerontagogische Studie auf allgemeindidaktischer Grundlage (Zugl.: Bonn, Univ., Diss., 1992), Klinkhardt, Bad Heilbrunn 1993, ISBN 978-3-7815-0736-4.
- Die Teilnahme und die Nicht-Teilnahme Erwachsener an Weiterbildung. Theorienartige Aussage zur Erklärung der Handlungsinitiierung (Zugl.: Jena, Univ., Habil.-Schr., 2003), Klinkhardt, Bad Heilbrunn 2004, ISBN 978-3-7815-1338-9.
- (Hrsg.): Becoming oneself. Dimensions of "Bildung" and the faciliation of personality development. Springer VS, Wiesbaden 2012, ISBN 978-3-531-18635-1.
- (Hrsg.): Transfer of Learning in Organizations. Springer International Publishing, Cham 2013, ISBN 978-3-319-02092-1.